# Synandwakia hozawai
Synandwakia hozawai är en havsanemonart som först beskrevs av Uchida 1932.  Synandwakia hozawai ingår i släktet Synandwakia och familjen Andwakiidae. Inga underarter finns listade i Catalogue of Life.